# Capricho
Capricho é uma revista teen online da Editora Abril, com sede em São Paulo. 

## História

Capa da 1127.ª edição da revista, com Lua Blanco e Arthur Aguiar em 2012.

Lançada em 18 de junho de 1952 pelo fundador da Editora Abril, Victor Civita, foi a primeira revista feminina do Brasil e da empresa. Com circulação quinzenal, em formato pequeno, seu conteúdo inicial era as fotonovelas, na época chamada "Cinenovela". Além da cinenovela, a revista apresenta histórias de amor desenhadas em quadrinhos. Em novembro de 1952, numa decisão pessoal, Victor Civita aumentou o formato da revista, passando a editá-la mensalmente e a abordar outros tópicos como: moda, beleza, comportamento, contos e variedades.
Em 1956 a publicação rompeu a barreira dos 500.000 exemplares por edição, a maior tiragem de uma revista na América Latina, até então. Em agosto de 1970, a revista passou a ser impressa quinzenalmente, com a mesma linha editorial e em 1982 sofreu grande mudança editorial: mudou o formato, o logotipo e a periodicidade (voltando a ser mensal). As fotonovelas passam a circular como encarte e a revista passou a dar prioridade a moda, beleza e comportamento. Em 1985, a revista adotou o slogan "A Revista da Gatinha", e acrescenta um "MIAU" ao logotipo. Em 1989, passou por novas modificações, desde a parte gráfica até em seu público.
No final da década de 1990, iniciou operações de licenciamento, levando sua marca a bens de consumo, como fragrâncias, maquiagens, material escolar, mochilas, lingerie e roupas. Nos anos 2000, a publicação passou a utilizar a internet como uma nova plataforma de interação com seus leitores, utilizando as redes sociais à medida que foram surgindo: Facebook, Twitter, Instagram e YouTube, e em 2014, apos inúmeras alterações em sua periodicidade, a revista voltou a ser mensal.

### Fim da versão impressa
Em 2 de junho de 2015 a editora retirou a revista de circulação, após profundas mudanças na empresa e desta maneira, a Capricho passou a existir somente em seu portal na internet, sem a versão impressa.

Volta da edição impressa
Em 13 de dezembro de 2024, devido a alta expectativa e pedidos em suas redes sociais, a capricho anunciou a volta das publicações impressas, dessa vez semestral, com publicações especiais em julho e em dezembro de maneira fixa, com a primeira a entrar em capa na volta a influenciadora Bianca Andrade na edição de dezembro de 2024.  